# Anaea promenaea
Anaea promenaea is een vlinder uit de familie van de Nymphalidae. De wetenschappelijke naam van de soort is voor het eerst geldig gepubliceerd in 1884 door Frederick DuCane Godman & Osbert Salvin.